# Кзил-Юлдуз
Кзил-Юлду́з (рос. Кзыл-Юлдуз) — селище у складі Асекеєвського району Оренбурзької області, Росія.

## Населення
Населення — 43 особи (2010; 33 у 2002).
Національний склад (станом на 2002 рік):
- татари — 82 %